# Janieve Russell
Janieve Russell (ur. 14 listopada 1993 w regionie Manchester) – jamajska lekkoatletka.
W skoku w dal w 2009 była dziewiąta podczas mistrzostw świata juniorów młodszych, a rok później zajęła siódme na igrzyskach olimpijskich młodzieży U18. W 2010 zdobyła złoto (w sztafecie 4 × 400 metrów) i srebro (w biegu na 400 metrów) podczas mistrzostw Ameryki Środkowej i Karaibów juniorów oraz wraz z koleżankami z reprezentacji Jamajki sięgnęła w biegu rozstawnym 4 × 400 metrów po brązowy medal juniorskich mistrzostw świata. Wicemistrzyni panamerykańska juniorów w siedmioboju z 2011. Podczas mistrzostw świata juniorów w Barcelonie (2012) zdobyła złoto w biegu na 400 metrów przez płotki oraz srebro w biegu rozstawnym 4 × 400 metrów. W 2014 sięgnęła po brąz w biegu na 400 metrów przez płotki podczas igrzysk Wspólnoty Narodów. Biegła także w eliminacjach jamajskiej sztafety 4 × 400 metrów, która w finale, bez Russell w składzie, zdobyła złoty medal. Piąta zawodniczka mistrzostw świata w Pekinie (2015). Rok później zajęła 7. miejsce na igrzyskach olimpijskich w Rio de Janeiro. Brązowa medalistka IAAF World Relays (2017).
Stawała na podium CARIFTA Games.

## Rekordy życiowe
- bieg na 400 metrów – 50,76 (2023)
- bieg na 400 metrów przez płotki – 53,08 (2021)